# Briševo (Prijedor)
Briševo (szerbül: Бришево), kihalófélben levő horvát falu Bosznia-Hercegovinában, Bosanska krajina területén, Prijedor községben, a Szerb Köztársaságban. 

## Fekvése
Bosznia-Hercegovina északnyugati részén, Banja Lukától légvonalban 47, közúton 70 km-re nyugatra, községközpontjától légvonalban 12, közúton 17 km-re délnyugatra fekvő erdős hegyvidéken, 350 – 450 méteres tengerszint feletti magasságban fekszik.

## Népessége
| Nemzetiségi csoport | Népesség 1991 | Népesség 2013 |
| ------------------- | ------------- | ------------- |
| Szerb               | 7             | 0             |
| Bosnyák             | 1             | 0             |
| Horvát              | 370           | 4             |
| Jugoszláv           | 16            | 0             |
| Egyéb               | 11            | 0             |
| Összesen            | 405           | 4             |

## Története
A település 1878-ig tartozott az Oszmán Birodalomhoz, ekkor a berlini kongresszus határozata alapján az Osztrák-Magyar Monarchia része lett. A monarchia szétesésével 1918-ben előbb a Szerb-Horvát-Szlovén Királyság, majd 1929-től a Jugoszláv Királyság része. Jugoszlávia megszállása után a falu a Független Horvát Állam (NDH) része lett. 

1945-től a település a szocialista Jugoszlávia része volt. 1963-ig Ljubija község része volt. A boszniai háború idején a település a Boszniai Szerb Köztársasághoz tartozott. 1992. július 24-én és 25-én polgári lakosság elleni bűncselekményt követtek el ebben a faluban, 67 horvát nemzetiségű személyt öltek meg. A gyilkosságokat a Szerb Köztársaság hadserege (VRS) 5. Kozara és a 6. Krajina hadosztálya fegyveresei követték el. A túlélő szemtanúk azt állítják, hogy a bűncselekmények szörnyűek voltak, és egész családok pusztultak el bennük. A gyilkosság előtt szinte az összes nőt megerőszakolták, a férfiakat pedig úgy mészárolták le, hogy levágták az orrukat, nemi szervüket, fülüket, és a kínzás egyéb leírhatatlan módjait követték el. A legfiatalabb áldozat a 16 éves Ervin Matanović, a legidősebb pedig a 81 éves Stipo Dimac volt. A daytoni békeszerződést követő területfelosztásnál a település Prijedor község részeként a Szerb Köztársaság területéhez került. A megmaradt lakosságot még a háború idején erőszakkal kitelepítették, többségük ma Horvátországban, Szlovéniában, Svájcban és Németországban él. Csak kis számú hazatérő él ott. 

## Nevezetességei
A briševói Szent Péter és Pál templomot 1939-ben építették, 1989-ben pedig felújították. 1992. július 24-én a szerb fegyveresek felgyújtották. A templom teljesen kiégett, teteje beomlott, berendezése elpusztult. A belső és külső falakon koromnyomok; a falakon és az ablakokon golyók ütötte nyomok voltak láthatók. A templomtorony teteje hiányzott. A templom belső falain viharvert, szerb nyelvű graffitik voltak láthatók, köztük szerb kereszt emblémák és a templom bejárata melletti belső falba vésve a ŠEŠELJ név volt látható nagy cirill betűkkel. A templomot mára teljesen újjáépítették. A templomban helyezték el a meggyilkolt áldozatok emlékművét, mely az összes áldozat nevét tartalmazza.